# Bechem
Koordinaten: 7° 5′ N, 2° 2′ W
Bechem ist ein Ort in der Ahafo-Region im westafrikanischen Staat Ghana und Hauptstadt des Distriktes Tano South. Im Jahr 2006 lebten in Bechem 12.591 Einwohner. Bei den Volkszählungen des Jahres 2000 wies Bechem noch eine Bevölkerung von 8.800 Einwohnern aus. Schätzungen für 2007 gehen von einer Bevölkerung von 14.921 aus.
Er war bis 2004 Hauptstadt des ehemaligen Distriktes Tano, der jedoch per Dekret von Präsident John Agyekum Kufuor vom 12. November 2003 zum Jahr 2004 in die Distrikte Tano North und Tano South geteilt wurde.
Bechem ist Sitz des Fußballvereins Bechem United.